# 晁福寰
晁福寰（1942年—），中国人民解放军少将，前军事医学科学院副院长。

## 生平
晁福寰出生于天津，高中时因田径初中进入天津市第六十中学，高中毕业后考取了天津医科大学。1966年8月毕业后分配到军事医学科学院卫生环境医学研究所，主要研究水卫生。1986年，晁福寰在调研时发明了水质细菌检验箱，可以在野外条件下对水质采取实验室标准的检验。水质细菌检验箱在推广后，1990年晁福寰获得军队科技进步二等奖，1991年又获国家科技进步三等奖。